# RIP ADDICTION
RIP ADDICTIONは、仙台を拠点とするワールドミュージック・バンド。
ワールドミュージックをベースにマンドリンやアコーディオンを含む編成ながら、サイコビリー、ハードコア、パンクロック、ホラー、アイリッシュの要素をクロスオーバーした特徴的なバンド。

## メンバー
- MA-BO(ヴォーカル)
- CYABBY(アコーディオン、ヴォーカル)
- HALU(ギター)
- ABE(ベース)
- JON(ドラムス)
- SHO(マンドリン)

## 来歴
2012年、宮城県仙台市で結成。
2013年 11/24『東北JAMin石巻』にBRAHMAN、SiM等と出演

## 出演

### テレビ
- 「イクゼ、バンド天国!!」第1回(2016年11月4日)